# Castrum doloris

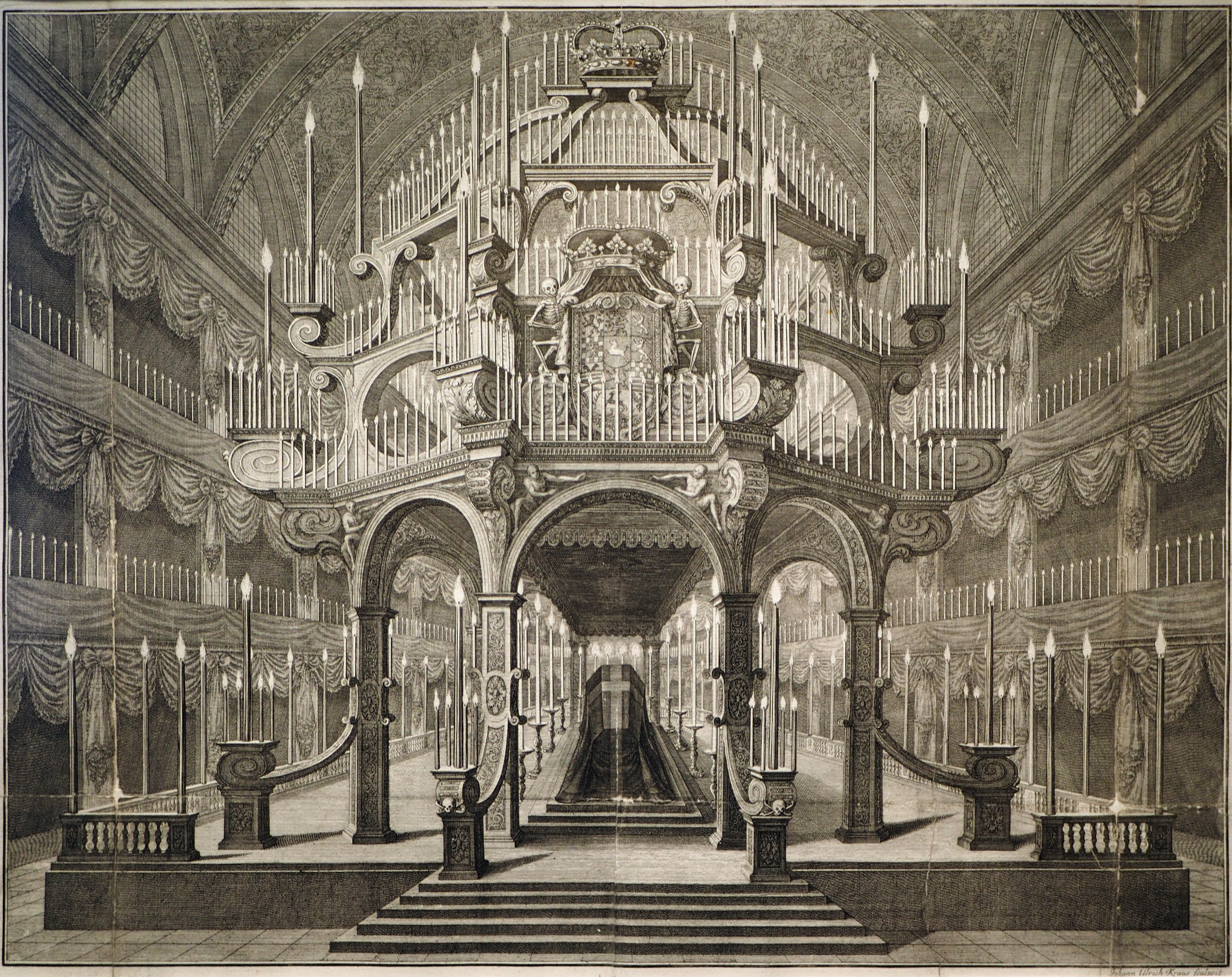
Castrum doloris knížete Jiřího Viléma Brunšvicko-Lüneburského v Celle, 1705

Castrum doloris (latinsky hrad bolesti, či hrad zármutku), ve staré češtině též zvaná smrtoslavné lešení, byla dočasná dekorativní stavba, často značných rozměrů, budovaná okolo katafalku pro uctění památky a při pohřbech panovníků a dalších významných osob v období renesance a baroka.

## Vznik a funkce

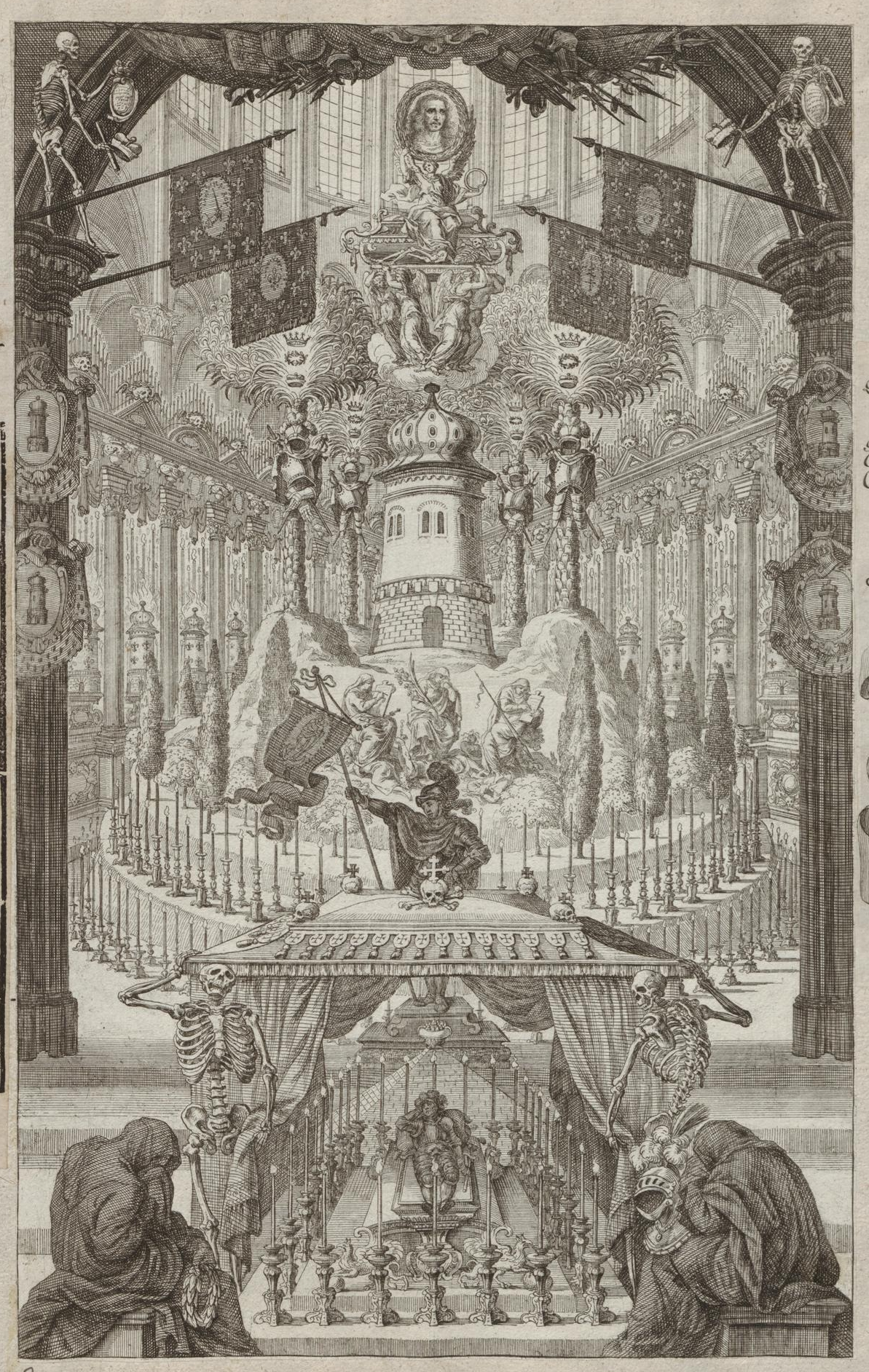
Castrum doloris na počest generála de La Tour v katedrále Notre-Dame, 1675

Počátky obliby tohoto typu triumfální funerální architektury souvisejí pravděpodobně s antickými římskými slavnostmi.
- V římské církevní hierarchii se castrum doloris stavělo asi od druhé poloviny 15. století pro papeže a kardinály, jako byl Sixtus IV. († 1484), Francesco Gonzaga nebo Piccolominiové. Mohlo být 4,5 až 6 metrů vysoké a stavěl se do něj (na ně) katafalk. Nemělo však dlouhého trvání. Papež byl pohřben týž nebo následující den.[1]

- Ve Španělsku bylo první castrum doloris zbudované roku 1558 při pohřbu císaře Karla V. Obsahovalo katafalk s rakví pod baldachýnem, základnu pro 3000 svící a v horní části byly 4 koruny. Také další Habsburkové měli tuto funerální poctu. *

- Castrum doloris císaře Rudolfa II. z roku 1612 v katedrále sv. Víta v Praze mělo na stupňovitém pódiu katafalk mezi pod čtyřmi sloupy architektury s tympanonem, baldachýn měl tvar kupole mezi obelisky a svíce na něm. Dvě sochy andělů se svícemi stály po obou stranách katafalku.[2] Tato triumfální architektura, určená císařům a králům, měla od renesance své paralely také v nižších nižších sférách společnosti.

- Castra doloris menších rozměrů si od doby baroka až do 19. století oblíbili příslušníci šlechty a církevní hierarchie (kardinálové, řádoví představitelé, zvláště jezuité, opati a další). Slavné castrum doloris bylo postaveno k pohřbu maršálka Radeckého v Praze v kostele sv. Ignáce.

Menší castra doloris se budovala i pří výročích úmrtí jiných významných osob.

## Ikonografie
Castra doloris mívala složitou a propracovanou ikonografickou výzdobu plnou symboliky, jejímž účelem byla oslava zemřelého, jeho ctností, vlastností, skutků, které zemřelý ve svém životě vykonal, atd. prostřednictvím piedestalů, erbů, epitafů, sochařské výzdoby, obrazů, alegorií, personifikací, symbolů vanitas či chronogramů. Důležitou úlohu mělo i efektní teatrální osvětlení (svíce, pochodně) a další smuteční dekorace interiéru kostela, ve kterém bylo castrum doloris postaveno.

## Konstrukce
Castra doloris byla stavěna v katedrálách nebo velkých kostelech. V případě pohřbu panovníka, castrum doloris nemuselo být postaveno jen v místě pohřbu, ale v každém dostatečně bohatém městě jeho říše. Podoby tohoto slavnostního úmrtního lůžka bývaly rozmanité, od baldachýnu nad rakví až po složité věže, či triumfální oblouky. Důležitým prvkem byly alegorie ctností nebo skutků zemřelého s doprovodnými nápisy. V centru často bývala situována prázdná rakev na podstavci.
Přestože výzdobu mohly tvořit také sochy apod. prvky z alabastru, mramoru a drahých kovů, většina konstrukce a dekorace byla zhotovena z materiálu krátké životnosti, tedy ze dřeva, vosku, papíru a papírmaše. Castra doloris často projektovali význační architekti a na jejich stavbě se podíleli nejrůznější řemeslníci: truhláři, stolaři, malíři, sochaři, štukatéři, řezbáři, krejčí, vyšívači, voskáři atd. Stavba byla odstraněna po skončení smutečních obřadů, které mohly trvat týdny i měsíce od úmrtí osoby. Pro svou nádheru bývala castra doloris často zachycena obrazem nebo grafickým listem, takže navzdory jejich relativně krátké existenci se jejich podoba mnohdy zachovala.